# 小行星1045
小行星1045（1045 Michela）是一颗围绕太阳公转的小行星。1924年11月19日，喬治·范·比斯布魯克在威廉斯湾发现了此天体。
該小行星以范·比斯布魯克的女兒米舍利娜·范·比斯布魯克（Micheline van Biesbroeck）命名。
这颗小行星的绝对星等为13.05等。